# Тилио, Марко
Марко Тилио (англ. Marco Tilio) — австралийский футболист, нападающий клуба «Мельбурн Сити» и сборной Австралии. Участник летних Олимпийских игр 2020 в Токио и чемпионата мира 2022.

## Клубная карьера
Тилио — воспитанник клуба «Сидней». В 2017 году для получения игровой практики он начал выступать за дублирующую команду. 21 мая 2019 года в поединке Лиги чемпионов АФК против японского «Кавасаки Фронтале» Марко дебютировал за основной состав. 23 февраля 2020 года в матче против «Сентрал Кост Маринерс» он дебютировал в А-Лиге. В этом же поединке Марко забил свой первый гол за «Сидней». В начале 2021 года Тилио перешёл в «Мельбурн Сити». 3 января в матче против «Аделаида Юнайтед» он дебютировал за новый клуб. 5 апреля в поединке против «Веллингтон Феникс» Марко забил свой первый гол за «Мельбурн Юнайтед».
Летом 2023 года Тилио перешёл в шотландский «Селтик». 25 ноября в матче против «Мотеруэлла» он дебютировал в шотландской Премьер-лиге. В начале 2024 года игрок на правах аренды вернулся в «Мельбурн Сити».

## Международная карьера
В 2016 году в составе юношеской сборной Австралии Тилио стал победителем юношеского чемпионата Азии во Вьетнаме.
В 2021 году в составе олимпийской сборной Австралии Тилио принял участие в летних Олимпийских играх 2020 в Токио. На турнире он сыграл в матчах против команд Аргентины, Испании и Египта. В поединке против аргентинцев Марко забил гол.
27 января 2022 года в отборочном матче чемпионата мира 2022 против сборной Вьетнама Тилио дебютировал за сборную Австралии. 
В 2022 году Тилио принял участие в чемпионате мира в Катаре. На турнире он был запасным и на поле не вышел.
В 2024 году Тилио принял участие в Кубке Азии 2023 в Катаре. На турнире он сыграл в матче против команды Узбекистана.

## Достижения
Международные
Австралия (до 19)
- Юношеский чемпионат Азии — 2019